# Альсуру, Хуан Элихио
Хуан Элихио Альсуру (исп. Juan Eligio Alzuru, 1791 — 28 августа 1831) — южноамериканский военный.

## Биография
Начал военную карьеру в 1813 году, воюя сначала в Венесуэле, а затем в Новой Гранаде, где был арестован. Там он познакомился с Луисом Урданетой, вместе с которым они поехали на юг, где в начале 1820-х воевали под руководством Сукре, а затем участвовали в колумбийско-перуанской войне.
В 1830 году Альсуру был переведён на Панамский перешеек, который тогда входил в состав Республики Колумбия как Департамент Перешейка. Тем временем начался распад Великой Колумбии. Провинцию Панама (находившуюся на востоке Перешейка), контролировал Хосе Доминго Эспинар, а провинцию Верагуас (на западе Перешейка) — Хосе де Фабрега. В феврале 1831 года Эспинар отправился в Верагуас, чтобы оказать давление на Фабрегу, а военное командование в провинции Панама оставил на Альсуру. Воспользовавшись этим, Альсуру 21 марта арестовал Эспинара, вернувшегося в город Панама, и выслал его в Гуаякиль. Чтобы заслужить доверие высших классов Панамы, Альсуру был вынужден оставить за собой только военную власть, передав гражданское управление Педро Хименесу.
Тем временем от Колумбии отделились Венесуэла и Эквадор. Те венесуэльские офицеры (включая Луиса Урданету), которые принимали участие в отделении Эквадора, прибыли на Перешеек, и побудили его начать отделение Перешейка, как это в конце 1830 года пытался сделать Эспинар. Альсуру назначил префектом Хосе Вальярино, и застрелил двух не согласных с ним генералов. 8 июля Альсуру приказал Вальярино устроить в городе Панама встречу властей и важных людей Перешейка, чтобы устроить отделение Перешейка и провозгласить независимое государство, однако префект отказался поддержать сепаратистские идеи, хотя некоторым из собравшихся они и понравились. На следующий день Вальярино был смещён, и политический начальник Хусто Паредес на следующий день устроил новое собрание, на котором отделение Перешейка было одобрено. Было решено разделить власть на гражданскую (под управлением Фабреги) и военную (под управлением Альсуру), и создать парламент.
Центральное правительство в Боготе послало для возвращения военного контроля Томаса Эрреру, дав ему должность генерал-коменданта Перешейка. Узнав о высадке Эрреры в Портобело, Альсуру направил к нему на переговоры депутатов Хосе де Обальдию и Франсиско Пикона, однако тот отказался уходить. Встревоженный Альсуру 30 июля отстранил от власти Фабрегу, конфисковал имущество оппонентов, начал казнить или высылать своих противников, объявил набор в армию 1100 человек, распустил парламент и стал править как диктатор.
В этой ситуации Альсуру лишился поддержки панамских кругов. Обальдиа помог Эррере занять форт Сан-Лоренсо, а Фабрега и прочие изгнанники собрались в Верагуасе. Объединённые силы Эрреры и Фабреги разгромили Альсуру, который был арестован, приговорён к смерти и 29 августа 1831 года расстрелян.